# Върбови
Върбови (Salicaceae) е семейство покритосеменни растения, главно дървета и храсти. Най-известните родове са върба (Salix) и топола (Populus).

## Родове
- Abatia
- Aphaerema
- Azara
- Banara
- Bartholomaea
- Bembicia
- Bennettiodendron
- Bivinia
- Byrsanthus
- Calantica
- Carrierea
- Casearia
- Chosenia
- Dissomeria
- Dovyalis
- Euceraea
- Flacourtia
- Hasseltia
- Hasseltiopsis
- Hecatostemon
- Hemiscolopia
- Homalium
- Idesia
- Itoa
- Laetia
- Lasiochlamys
- Ludia
- Lunania
- Macrohasseltia
- Mocquerysia
- Neopringlea
- Neoptychocarpus
- Olmediella
- Oncoba
- Ophiobotrys
- Osmelia
- Phyllobotryon
- Phylloclinium
- Pineda
- Pleuranthodendron
- Poliothyrsis
- Populus – Топола
- Priamosia
- Prockia
- Pseudoscolopia
- Pseudosmelia
- Ryania
- Salix – Върба
- Samyda
- Scolopia
- Scyphostegia
- Tetrathylacium
- Tisonia
- Trimeria
- Xylosma
- Zuelania